# گیجالی بالا
گیجالی بالا روستایی است در شهرستان بروجرد در استان لرستان. این روستا در دهستان والانجرد در بخش مرکزی این شهرستان قرار دارد. این روستا در شش کیلومتری شمال شهر بروجرد قرار دارد و از طریق یک راه روستایی با شهر بروجرد مرتبط است.

## جمعیت
بنابر سرشماری مرکز آمار ایران، جمعیت گیجالی بالا در سال ۱۳۹۵، برابر با ۲۳۱ نفر بوده‌است که از این میان ۱۱۴ نفر مرد و بقیه زن بوده‌اند. این روستا ۸۰ خانوار جمعیت دارد.

### گاز کشی
در شهریور ماه سال ۱۳۹۷ به این روستا گاز‌رسانی شد.